# Aegopordon
Aegopordon – rodzaj roślin z rodziny astrowatych (Asteraceae). Jest to takson monotypowy obejmujący tylko gatunek Aegopordon berardioides Boiss. występujący w południowo-zachodniej Azji. W obrębie rodziny klasyfikowany jest do podrodziny Carduoideae plemienia Cardueae i podplemienia Carduinae. Nazwa rodzajowa bywa uznawana za synonim rodzaju Jurinea Cass..